# امره تتیکل
امره تتیکل (به ترکی استانبولی: Emre Tetikel) (زادهٔ ۲ اوت ۱۹۸۵) بازیگر و نویسنده و مدرس تئاتر در شهر تکیرداغ کشور ترکیه است. وی بیشتر به خاطر بازی در نقش "برک" در فیلم "بایستید" (به ترکی "Ayakta Kal") و "شاهین" در مجموعه تلویزیونی "رز سیاه" (به ترکی "Karagül") در ترکیه شناخته شده است.

## زندگی
این هنرمند در سال ۱۹۸۵ میلادی در شهر تکیرداغ ترکیه به دنیا آمد و بزرگ شد. امره تتیکل که در دوران تحصیلات متوسطه و دبیرستان کاملاً علاقه‎مند به بازیگری بود، در گروه های تئاتر و تئاتر آماتور شهر شهر تکیرداغ شرکت کرد. تتیکل برای تحصیلات دانشگاهی تکیرداغ را ترک کرد و در استانبول اقامت گزید. سال ها بعد وی از دانشگاه نیوپورت کالیفرنیا در مدیریت بازرگانی انگلیسی فارغ التحصیل شد.

## فعالیت
در سال ۲۰۰۸ او با سلچوک اولورگوین ملاقات کرد. انواع دوره های تئاتر "اولورگوین" و "آیکوت اورای" را گذراند و تئاتر های مختلفی با هم بازی کردند که سبب حرفه ای شدن او گردید. وی تحصیلات بازیگری خود را در مرکز هنری بهاریه، هنرستان هنر نمایشی نیویورک، آکادمی فیلم نیویورک و مدرسه درام ادامه داد.
وی در سالهای دانشجویی در تبلیغات تلویزیونی و اینترنتی شرکت می کرد. در سال ۲۰۰۸ وی شخصیت "مورفی مک ماهون" را در مجموعه تلویزیونی "توقف مسافر" (به ترکی: Dur Yolcu) به تصویر کشید و برای اولین بار در یک سریال تلویزیونی ظاهر شد.
او در اولین فیلم اصلی خود، به نام "بایستید" (به ترکی: Ayakta Kal) که در ۱۶ ژانویه ۲۰۰۹ اکران شد، نقش "برک" (به ترکی: Berk) را به عنوان نقش اول این فیلم بازی کرد. پس از چند فیلم تبلیغاتی، فیلم و سریال تلویزیونی، با بازی در نقش "شاهین" در سریال تلویزیونی "رز سیاه (به ترکی: Karagül) مورد استقبال مخاطبان ترک قرار گرفت.
در سال ۲۰۱۵ وی نقش "انگین" (به ترکی: Engin) در سریال "آخرین خروج" (به ترکی: Son Çıkış) را احیا نمود. او همچنین شخصیت "تئومن" (به ترکی:Teoman) را در مجموعه تلویزیونی "اسمش را شما بگذارید" (به ترکی: Adını Sen Koy) در سال ۲۰۱۹ به تصویر کشید.
او به عنوان معلم تئاتر در بسیاری از کالج ها و مؤسسه های آموزش خصوصی بازیگری در شهرهای تکیرداغ و استانبول کار کرده و دانشجویان را برای آموزش هنرستان تعلیم داده است. در حال حاضر امره تتیکل علاوه بر فعالیت در عرصه بازیگری، در فیلمنامه نویسی و برگذاری دوره های آموزشی تئاتر برای سنین مختلف نیز فعالیت دارد.
وی در سال ۲۰۱۵ اولین رمان خود را با عنوان "عشق تنها پناهگاه" (به ترکی: Yalnız Aşka Sığınmak) منتشر نمود که پس از مدت کوتاهی در جایگاه ۱۶ از ۲۰ رمان برتر ترکیه قرار گرفت.
در نوروز سال ۱۳۹۸ خورشیدی امره تتیکل در مجموعه تلویزیونی هفت شهر عشق که یک فیلم مسابقه ای با حضور بازیگران سینما و تلویزیون ایرانی و خارجی و با هدف نشان دادن علاقه ها و آشنایی با فرهنگ کشورهای دیگر دنیا بود شرکت نمود. همچنین در همان سال او با حضور در فصل نهم برنامه شام ایرانی با کارگردانی سعید ابوطالب به ایفای نقش و همکاری در این مجموعه پرداخته است. وی در این برنامه با سامان گوران، نیما شاهرخ شاهی و پوریا پورسرخ هم بازی بود.

## فیلم شناسی

### سریال تلویزیونی
| سریال تلویزیونی | سریال تلویزیونی           | سریال تلویزیونی | سریال تلویزیونی    | سریال تلویزیونی | سریال تلویزیونی |
| سال             | عنوان                     | نقش             | کارگردان           | یادداشت         | کانال تلویزیونی |
| --------------- | ------------------------- | --------------- | ------------------ | --------------- | --------------- |
| ۲۰۰۸            | توقف مسافر                | مورفی مک ماهون  | اسماعیل گونش       | بازیگر نقش اول  | تی‌آرتی ۱        |
| ۲۰۰۹            | زنان کوچک                 | مورات           | هاکان ارسلان       | بازیگر نقش مکمل | کانال د         |
| ۲۰۱۰            | چاقوی تیز                 | هارون           | یاسین اوسلو        | بازیگر نقش مکمل | فاکس            |
| ۲۰۱۴            | قانون عشق                 | شوروپ حالیل     | چاغاتای توسون      | بازیگر نقش مکمل | تی‌آرتی ۱        |
| ۲۰۱۵            | رز سیاه                   | شاهین           | مورات ساراچوغلو    | بازیگر نقش اول  | فاکس            |
| ۲۰۱۵            | آخرین خروج                | انگین           | آیهان اوزن         | بازیگر نقش اول  | تی‌آرتی ۱        |
| ۲۰۱۷            | کرم شب تاب                | برک             | باریش یوش          | بازیگر نقش مکمل | استار تی‌وی      |
| ۲۰۱۸            | شما اسمش را بگذارید       | تئومان          | فولیا یاووز اوغلو  | بازیگر نقش اول  | استار تی‌وی      |
| ۲۰۱۹            | پس کوچه ها                | نعمان           | اورهان اوغوز       | بازیگر نقش مکمل | کانال د         |
| ۲۰۲۱            | بارباروسا: شمشیر مدیترانه | رادکوِ شوالیه    | دوغان اومیت کاراجا | بازیگر نقش مکمل | تی‌آرتی ۱        |

### مسابقه تلویزیونی (رئالیتی شو)
| مسابقه تلویزیونی | مسابقه تلویزیونی | مسابقه تلویزیونی | مسابقه تلویزیونی  | مسابقه تلویزیونی | مسابقه تلویزیونی      | مسابقه تلویزیونی |
| سال              | عنوان            | کارگردان         | فصل/قسمت          | زمان پخش         | یادداشت               | کانال تلویزیونی  |
| ---------------- | ---------------- | ---------------- | ----------------- | ---------------- | --------------------- | ---------------- |
| ۲۰۱۹             | هفت شهر عشق      | سعید ابوطالب     | در تمام ۱۵ قسمت   | نوروز ۱۳۹۸       | بازیگر مهمان از ترکیه | شبکه مستند       |
| ۲۰۱۹             | شام ایرانی ۲     | سعید ابوطالب     | سری دوم - فصل اول | نوروز ۱۳۹۹       | بازیگر مهمان از ترکیه | شبکه نمایش خانگی |

### فیلم سینمایی
| فیلم سینمایی | فیلم سینمایی                          | فیلم سینمایی  | فیلم سینمایی   | فیلم سینمایی    |
| سال          | عنوان                                 | نقش           | کارگردان       | یادداشت         |
| ------------ | ------------------------------------- | ------------- | -------------- | --------------- |
| ۲۰۰۹         | بایستید                               | برک           | عدنان گولر     | بازیگر نقش اول  |
| ۲۰۱۳         | محل محبت من                           | بورچین        | بولنت ایسبیلن  | بازیگر نقش مکمل |
| ۲۰۱۵         | کودتا                                 | معاون دادستان | یاسین اوسلو    | بازیگر نقش مکمل |
| ۲۰۲۰         | پارانوئید: همه چیز را از اول پاک کنید | میتات         | دغوش ارسلان    | بازیگر نقش اول  |
| ۲۰۲۱         | دروغ های کوچولو                       | اوزان کومورچو | بورا اونور     | بازیگر نقش اول  |
| ۲۰۲۱         | پریا و دریا                           | امره          | رضا حسین آبادی | بازیگر نقش اول  |

### نمایش تئاتر
| نمایش تئاتر | نمایش تئاتر              | نمایش تئاتر | نمایش تئاتر      |
| سال         | عنوان                    | نقش         | کارگردان         |
| ----------- | ------------------------ | ----------- | ---------------- |
| ۲۰۰۵        | یک رویای نیمه شب تابستان | تیزوس       | سلچوق اولوئرگوون |
| ۲۰۰۸        | رجبم رجبم                | محتار       | سلچوق اولوئرگوون |
| ۲۰۰۹        | یک عمل طنز               | نقش مخلوط   | سلچوق اولوئرگوون |
| ۲۰۰۹        | آن سوی دیوارها           | بچه         | سلچوق اولوئرگوون |
| ۲۰۱۰        | فروشگاه                  | نقش مخلوط   | امره کارائوغلو   |

### کلیپ ویدیویی
| موزیک ویدیو | موزیک ویدیو | موزیک ویدیو | موزیک ویدیو        | موزیک ویدیو    | موزیک ویدیو                                |
| سال         | نام آهنگ    | خواننده     | کارگردان           | نقش            | یادداشت                                    |
| ----------- | ----------- | ----------- | ------------------ | -------------- | ------------------------------------------ |
| ۲۰۱۰        | مثل لطافت   | هانده ینر   | داملا دمیرجی اوغلو | تمام کاراکترها | جایزه بهترین فیلم کوتاه بازیگر نقش اول مرد |
| ۲۰۱۶        | جدا جدا     | لونت دورتر  | گورجان کلتک        | نقش اصلی       | بازیگر نقش مکمل                            |

### تبلیغات بازرگانی
| تبلیغات بازرگانی در تلویزیون | تبلیغات بازرگانی در تلویزیون | تبلیغات بازرگانی در تلویزیون |
| سال                          | برند تجاری                   | نقش                          |
| ---------------------------- | ---------------------------- | ---------------------------- |
| ۲۰۰۳                         | بانک یاپی کردی               | کاراکتر اصلی                 |
| ۲۰۰۴                         | مرسدس بنز                    | کاراکتر اصلی                 |
| ۲۰۰۵                         | لاکست                        | کاراکتر اصلی                 |
| ۲۰۰۶                         | آوون                         | کاراکتر اصلی                 |
| ۲۰۰۷                         | مای نت دات کام               | کاراکتر اصلی                 |
| ۲۰۰۸                         | مک کلین                      | کاراکتر اصلی                 |
| ۲۰۰۹                         | ویفر آلپلا (۳ نسل)           | کاراکتر اصلی                 |

## کتاب شناسی
| عنوان | موضوع | نام                  | زبان نوشتار    | تعداد صفحات | سال انتشار | شابک              | نوع کتاب        | رتبه فروش               |
| ----- | ----- | -------------------- | -------------- | ----------- | ---------- | ----------------- | --------------- | ----------------------- |
| رمان  | عشق   | تنها به عشق پناه ببر | ترکی استانبولی | ۲۰۸ صفحه    | ۲۰۱۵       | ۹۷۸-۶-۰۵-۴۷۹۹۹۵-۴ | نسخه الکترونیکی | رتبه ۱۶ از ۲۰ رمان برتر |